# عقرب سوطي خشن
عقرب سوطي خشن (الاسم العلمي: Thelyphonus asperatus) هو نوع من العنكبوتيات يتبع جنس العقرب السوطي من الفصيلة العقارب السوطية.